# Kirche von Ala

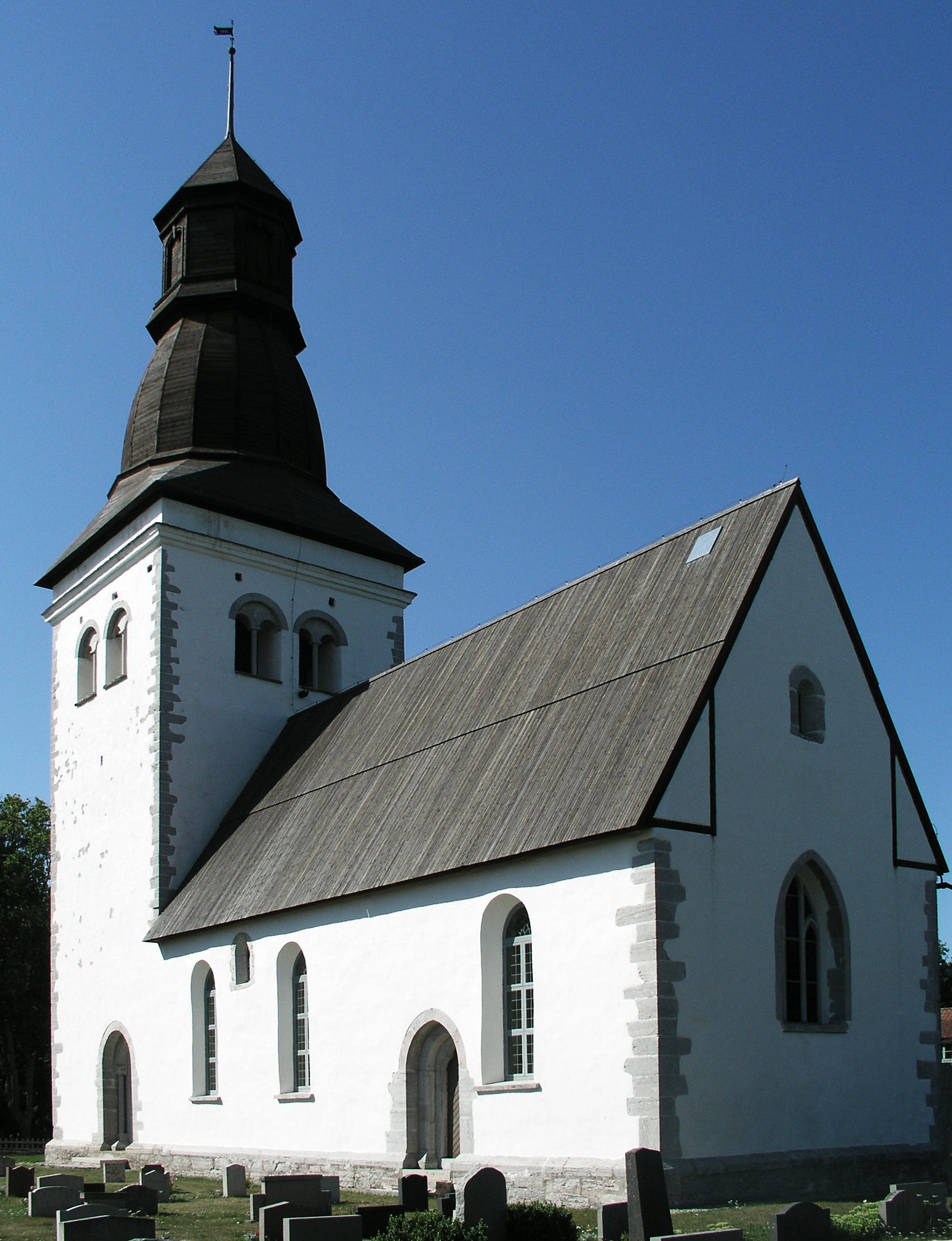
Kirche von Ala

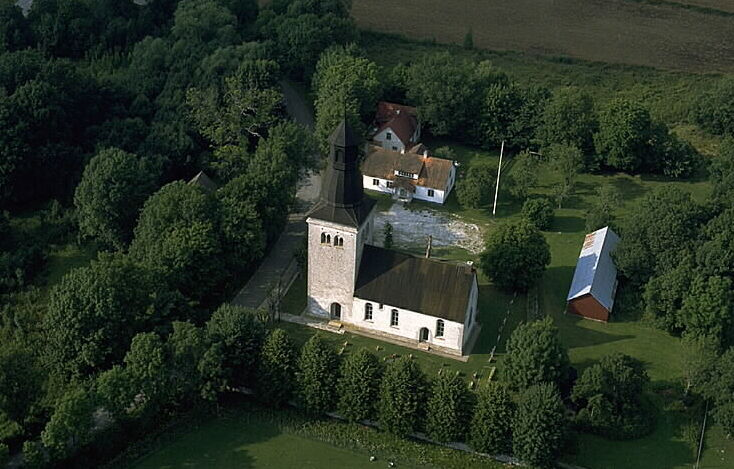
Kirche von Ala

Die Kirche von Ala (schwedisch Ala kyrka) ist eine Landkirche, die zur Kirchengemeinde (schwedisch Församling) Östergarn gehört.  Sie liegt an der Abzweigung der Straße 146 nach Slite von der Straße 143 von Visby nach Ljugarn, 31 km südöstlich von Visby, 10 km nördlich von Ljugarn und 34 km südlich von Slite auf der schwedischen Insel Gotland.
Die Kirche wurde im 12. Jahrhundert errichtet .

## Kirchengebäude
Die Kirche war anfangs eine Apsiskirche, was bedeutet, dass der Chor mit einer halbrunden Apsis abschloss. In den 1250er Jahren wurde der Kirchturm umgebaut und ähnlich wie bei anderen Kirchen verschwand in derselben Zeit die Apsis. Der Chor wurde verlängert. Das Kircheninnere besteht aus einem saalartigen Raum, bei dem das Langhaus vom gleich breiten Chor nur durch die Triumphbogenwand getrennt ist. Die Kirche wurde 1938 durch einen Brand beschädigt, aber wieder aufgebaut. Zusammen mit der Restaurierung wurden zwei versteckte Kalkmalereien aus dem 13. Jahrhundert und aus dem 15. Jahrhundert entdeckt. Der Taufstein stammt aus dem 13. Jahrhundert. Von der ältesten Kirche sind auch noch zwei Portale erhalten, die mit Skulpturen ausgeschmückt sind, deren Bedeutungen  heute unbekannt sind.
Ähnlich wie bei anderen älteren gotländischen Kirchen gibt es ein Passionsfries, das den leidenden Jesus darstellt. Es wurde im 15. Jahrhundert von einem anonymen Maler, der heute unter dem Pseudonym Passionsmeister (schwedisch: Passionsmästaren) bekannt ist, erstellt. Die Kirche enthält  einen Altar von 1663, der vom Stadtmaler aus Visby Johan Bartsch bemalt wurde und eine Leihgabe des Museums Gotlands Fornsal in Visby ist.